# Juan Bermudo
Juan Bermudo, OFM (* um 1510 in Écija, Provinz Sevilla, Andalusien; † um 1565) war ein spanischer Franziskaner-Minorit, Musiktheoretiker und Komponist der Renaissance.

## Leben und Wirken
Juan Bermudo stammte aus einer wohlhabenden Familie. Wenn auch über sein Leben nur wenig bekannt ist, weiß man, dass er im Jahr 1525 in den Minoriten-Orden (einen Teil des Franziskanerordens) eingetreten ist; dort bekleidete er vorübergehend das Amt des Guardians und Predigers. Von dort wurde er zum Studium der Mathematik an die Universität Alcalá de Hénarès geschickt; hier dürfte er auch eine grundlegende musikalische Ausbildung als Teil seines Studiums erhalten haben. Während seiner Zeit als Prediger betrachtete Bermudo die Musik eher als nebensächliche Angelegenheit. Eine längere Krankheit zwang ihn jedoch dazu, seine Ordensämter aufzugeben; während seiner Genesung studierte er verschiedene Manuskripte über Musiktheorie und entwickelte in dieser Zeit seine bisher nicht ausgeübten musikalischen Fähigkeiten.
Bermudo erwähnt im fünften Buch seines Hauptwerks (Declaratión de instrumentos musicales) einen Besuch der Kathedrale von Toledo zur Amtszeit des Kardinals Alonso de Fonseca (1524–1534) und die für ihn eindrucksvolle improvisierte Polyphonie (contrapunto concertado) der dortigen Sänger. Es gibt auch einen Bericht über seine Reise nach Granada, wo er mit Bernardino de Figueroa († 1571), dem Leiter der königlichen Kapelle, den Inhalt des ersten Buchs seines Hauptwerks besprach. Bernardino verfasste auch Empfehlungsbriefe für diese Ausgabe. Darüber hinaus weilte Bermudo während der Fastenzeit des Jahres 1550 in Montilla (Andalusien) und predigte im dortigen Klarissen-Kloster; der Äbtissin dieses Klosters, Isabel Pacheco, ist die im gleichen Jahr veröffentlichte Abhandlung Arte tripharia gewidmet. Am 24. Juni 1560 wurde er in Baeza von seinen Mitbrüdern zu einem der vier definidores der andalusischen Ordensprovinz gewählt; dieses Ereignis hat er aber offenbar nur kurze Zeit überlebt. Zeitpunkt und Ort seines Todes sind nicht überliefert.

## Bedeutung
Von großer musikgeschichtlicher Bedeutung ist Bermudos Hauptwerk, die erwähnte Declaratión in fünf Büchern. Im Jahr 1549 erschien davon das erste Buch, das König Johann III. von Portugal gewidmet war; hier beschäftigt er sich mit dem Lob der Musik. 1550 erschien ein Auszug des späteren zweiten Buchs unter dem Namen Arte tripharia, ein Lehrbuch mit einer Einführung in den ein- und mehrstimmigen Gesang und vier Kapiteln über die instrumentale Praxis von Clavichord und Vihuela. Die Bücher III bis V erschienen zusammen mit den ersten beiden Büchern im Jahr 1555 im Druck. Das dritte Buch behandelt wichtige musiktheoretische Aspekte von Definitionen, Notation und Proportionen. Im vierten Buch wird die bauliche Eigenart, die Spieltechnik, die Stimmung und die Verzierungspraxis von Tasteninstrumenten und Vihuela behandelt, zusammen mit Fragen der Intabulierung auf dem Clavichord und der modalen Transposition. Zudem beschreibt Bermudo eine kleinere, vierchörige Abart der sechschörigen Vihuela und damit eine Renaissance-Gitarre. Das fünfte Buch bringt eine Lehre der Kirchentonarten, der Komposition von einstimmiger Musik sowie über Kontrapunkt und Polyphonie, wobei der Anfang dieses Buchs eine Epistola des andalusischen Komponisten Cristóbal de Morales (1500–1553) enthält, datiert auf den 20. Oktober 1550. Nach eigener Aussage wollte Bermudo noch zwei weitere Bücher folgen lassen, in denen er sich kritisch mit Fehlern von 14 anderen Musiktheoretikern auseinandersetzen wollte, ferner verschiedene Tongeschlechter (diatonisch, enharmonisch, chromatisch und semi-chromatisch) erörtern sowie die Stimmung und Spieltechnik neuer Instrumente beschreiben wollte, die er selbst entworfen hatte.
Bermudos Hauptwerk beruht weitgehend auf älteren und zeitgenössischen Schriften und liefert eine umfassende und aufschlussreiche Darstellung der vokalen und instrumentalen Praxis des 16. Jahrhunderts, welche die allgemeine Musiklehre mit wertvollen Ausführungen über zahlreiche Musikinstrumente verbindet.

## Werke
- Abhandlungen

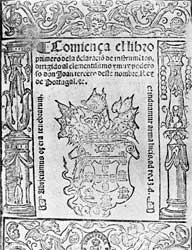
Titelseite von Juan Bermudos Declaración de instrumentos, 1549

  - Libro primero de la Declaratión de instrumentos musicales (1549); Ausgabe: Taller de Juan de Léon, Osuna
  - Comiença el Arte Tripharia (1550); Ausgabe: ebenda
  - [El libro llamado] Declaratión de instrumentos musicales. 5 Bände. Osuna 1555; Faksimile: Bärenreiter, Kassel 1957.
- Musik für Vihuela
  - Mira nera de Tarpeya
- Musik für Orgel
  - Conditor alme siderum
  - Ave maris stella
  - Vexilla regis prodeunt zu fünf Stimmen